# Virginio Orsini
Pour les autres membres de la famille, voir famille Orsini.
Ne doit pas être confondu avec Virginio Orsini (1572-1615).
Virginio Orsini (né à Rome, capitale des États pontificaux, le 17 mai 1615 et mort à Rome, le 21 août 1676) est un cardinal italien du XVIIe siècle. Il est membre de l'ordre de Malte.
Virginio Orsini est de la famille Orsini des papes Célestin III (1191-1198), Nicolas III (1277-1280) et Benoît XIII (1724-1730) et des cardinaux Matteo Orsini (1262), Latino Malabranca Orsini, O.P. (1278), Giordano Orsini (1278), Napoléon Orsini (1288), Francesco Napoleone Orsini (1295), Giovanni Gaetano Orsini (1316), Matteo Orsini, O.P., (1327), Rinaldo Orsini (1350), Giacomo Orsini (1371), Poncello Orsini (1378), Tommaso Orsini (1382/85), Giordano Orsini, iuniore (1405), Latino Orsini (1448), Cosma Orsini, O.S.B. (1480), Giovanni Battista Orsini (1483), Franciotto Orsini (1517), Flavio Orsini (1565), Alessandro Orsini (1615) et Domenico Orsini d'Aragona (1743).

## Repères biographiques
Virginio Orsini se distingue dans des guerres contre les Turcs. Il est créé cardinal par le pape Urbain III lors du consistoire du 16 décembre 1641.
Orsini participe au conclave de 1644 (élection d'Innocent X), au conclave de 1655 (élection d'Alexandre VII), au conclave de 1667 (élection de Clément IX) et au conclave de 1669-1670 (élection de Clément X). Il meurt pendant le conclave de 1676.